# 軌間可変

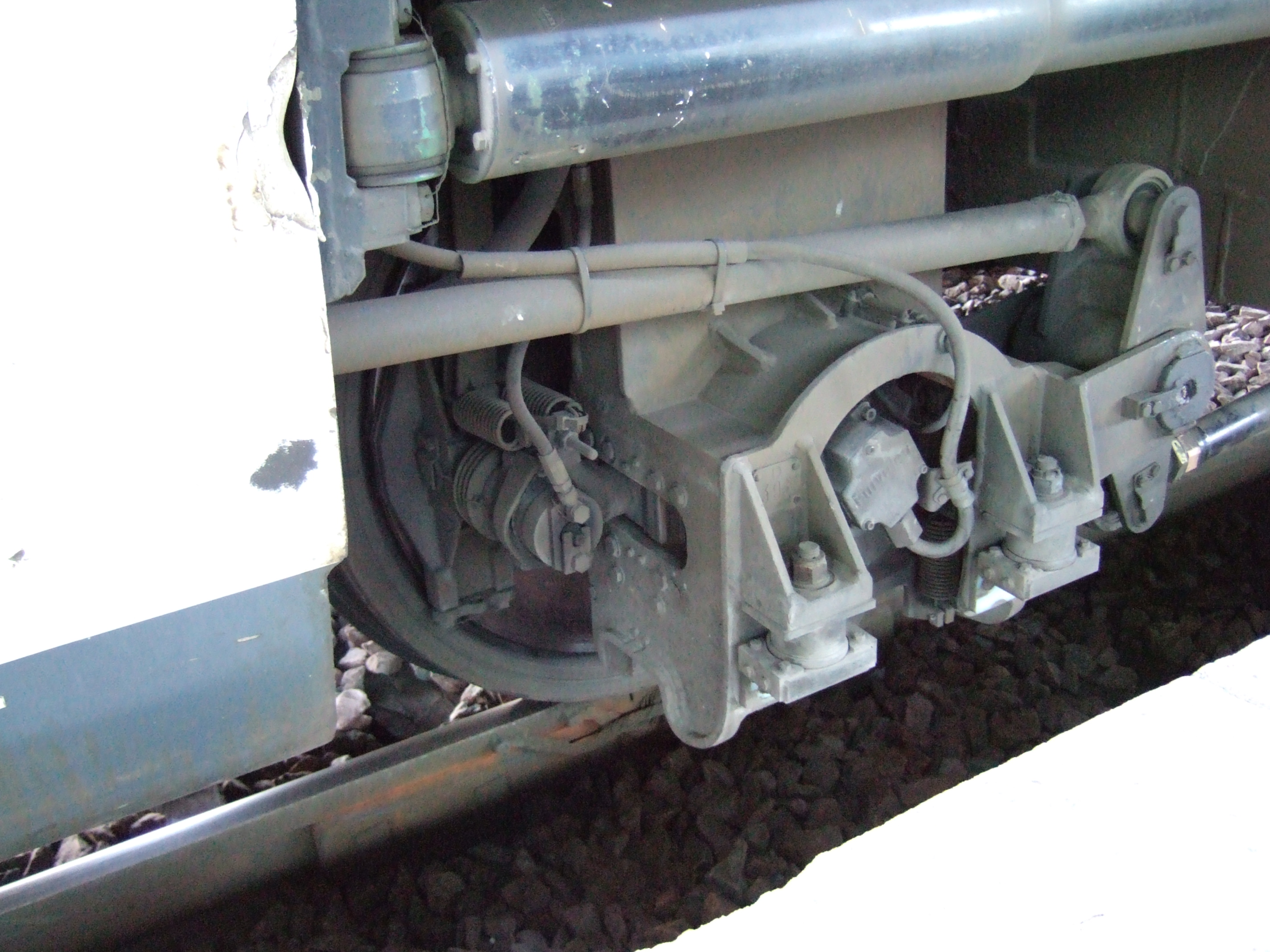
タルゴの軌間可変車軸。標準軌区間のパリで撮影。車輪がやや奥まっているのがわかる。スペインの多くでは軌間が1,668mmとなる。

軌間可変（きかんかへん）は、鉄道車両が軌間の異なる鉄道線路へ直通運転するため、走行する軌間に合わせて車輪の左右間隔を変換する機構である。

## 背景
19世紀に鉄道が出来て以来、様々な軌間の線路が敷設されたが、鉄道車両は軌間の異なる線路には直通運転が出来なかった。対処法としては、乗客の乗換、貨物の積み換え、車輪と車軸の交換、台車ごとの交換等があった。
軌間可変は、線増して三線軌条にすることなしに、軌間の相違（break of gauge）の問題を解決するためのシステムとして開発された。

## 各地の事例
軌間可変可能な車軸と、車軸をスライドさせるための軌間変換装置からなるシステムであり、世界では複数開発されている。

### スペイン

スペインの軌間変換路線
青：高速新線(1,435mm)
緑：在来線(1,668 mm)
黄：変換装置

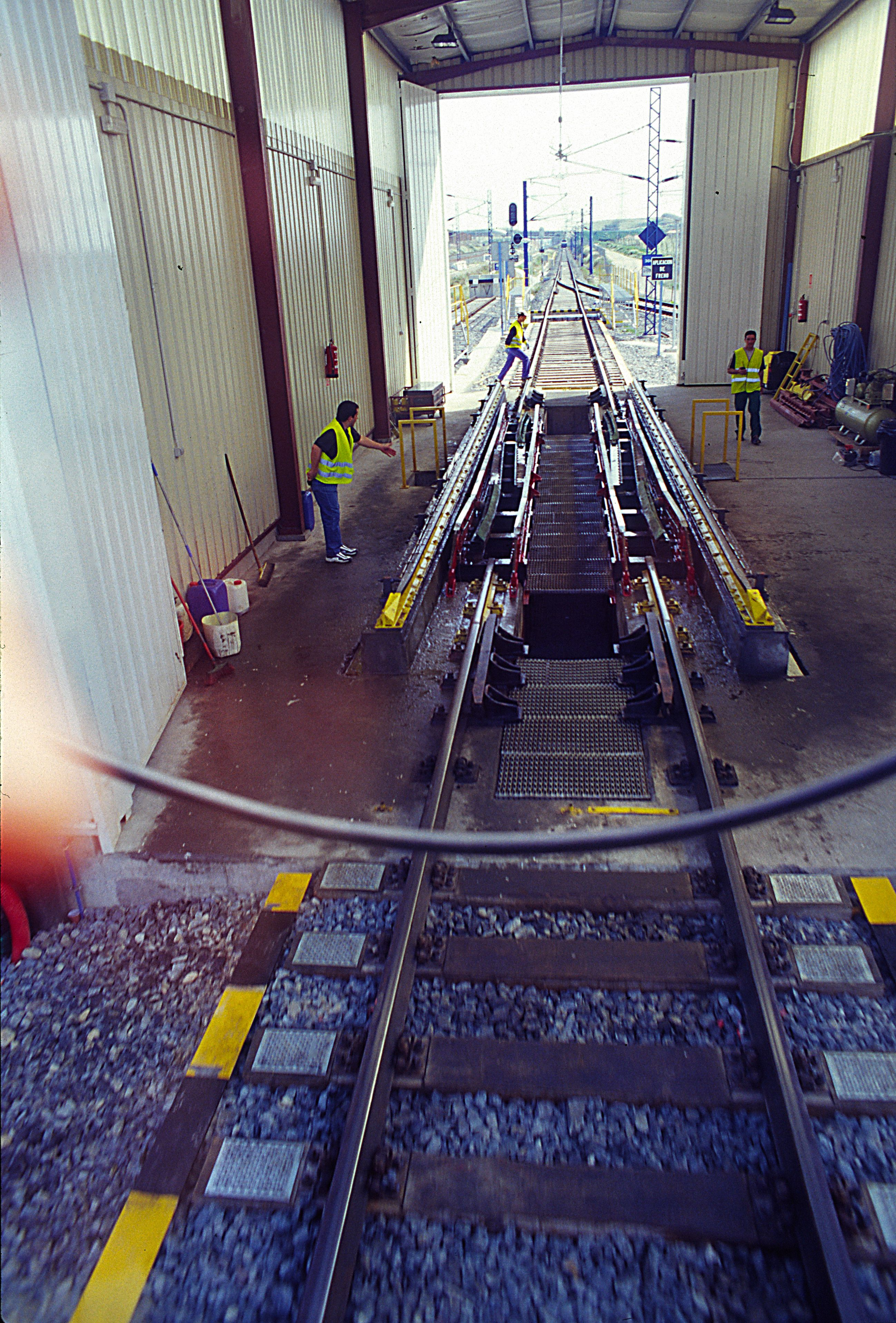
タルゴの軌間変換装置

タルゴ
タルゴが開発した客車「タルゴIII RD」は1968年に登場した。曲線区間を円滑に通過するために採用した左右独立車輪の機構を応用している。5秒で客車の軌間変換ができる。
在来線は1,668mm軌間を採用しており、フランスの1,435mm軌間との直通運転を行うタルゴの軌間可変列車が1969年より運行されている。フランスとの国境駅であるカタルーニャ州ジローナ県のポルトボウ駅やバスク州ギプスコア県のイルンに軌間変換設備が設置されている。
BRAVA
CAFの「BRAVA」は、スペイン国鉄（レンフェ）の120形電車など、電車・気動車向けに開発された。車体の電動機からシャフトで動力を伝達する方式を採用している。当初はスイス・ヴェヴェイ市のACMV社（後にボンバルディア・トランスポーテーション社に吸収）により1968年に設計され、 当時、"Vevey axle"（Vevey車軸）と呼ばれた。設計はCAF社によって続けられ改良された。3秒で軌間変換できる。
1992年に開業したAVEの高速新線では1,435mm軌間を採用したため、高速新線と在来線が連絡する地点にも軌間変換設備が設置されている。

### 中国
中華人民共和国では2017年5月に開催した「一帯一路」の会議で、モンゴルやロシアなど近隣諸国に直通できる最高時速400kmの軌間可変式高速車両を開発すると発表しており、2020年11月にはCRRC長春が完成したプロトタイプの車両を公開し、世界の9割の鉄道網で走行が可能と発表した。また、2022年までの営業運転開始を目指すともしている。

### ロシア・北欧
ロシア・フィンランドの1520mm・1524mmとスウェーデンの1435mmとの間で軌間変換をするために、タルゴ方式でスウェーデンのハパランダに軌間変換装置を備えて試験を行ったことがある。また、モスクワのロシア連邦鉄道省（当時）の施設でも試験が行われた。

### カザフスタン
カザフスタンの1520mmと中国の1435mmとの間で軌間変換をするために、カザフスタン鉄道Kazakhstan Temir Zholy (KTZ)はタルゴの軌間可変車両を導入した。しかしながら、カザフスタンでは2006年より標準軌への改軌や新線建設の計画が進み、4年ほどで建設が終わるとされている。

### 日本

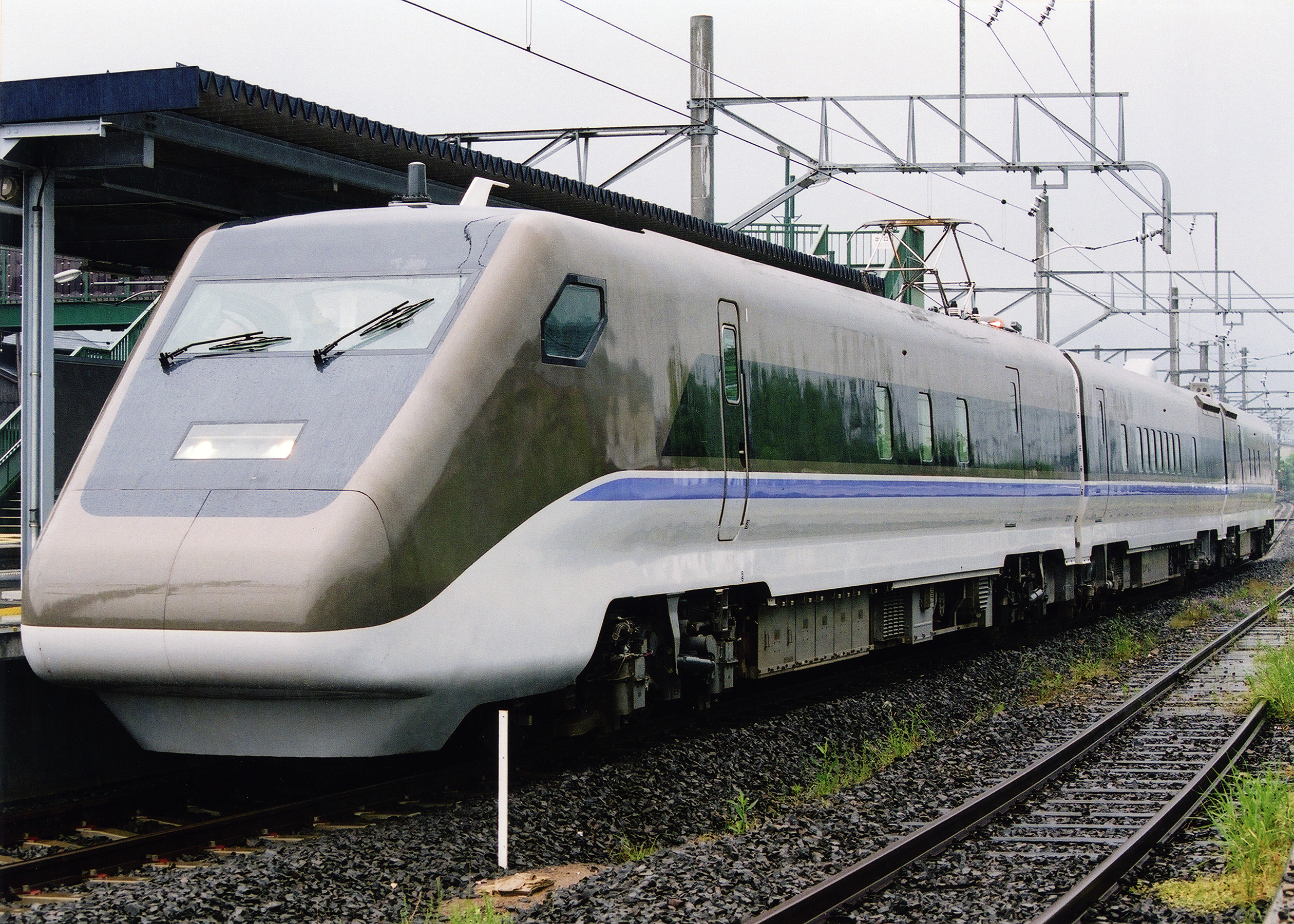
日本の軌間可変電車（フリーゲージトレイン）の1次車

軌間可変電車
動力を有しない貨客車での実用化は他の国で見られるが、日本では電車での軌間可変車両の開発を目指している。鉄道総合技術研究所による軌間可変電車（フリーゲージトレイン、FGT）は、新幹線の1,435mm（標準軌）と在来線の1,067mm（狭軌）の両方の軌間を走行可能な車両として開発された。1998年の第一世代車両から数世代に渡って走行試験が行われているが、実用化の目処は立っていない。最高速度は新幹線区間で270km/h、在来線で130km/hを目標としている。軌間変換には1分以上かかる。
2022年に開業を予定する九州新幹線の西九州ルートでフリーゲージトレインを採用する方針であったが、2018年7月に採用を正式に断念した。
私鉄では、2018年に近畿日本鉄道がフリーゲージトレインの実用化に向けての検討を開始するとの発表を行った。

### ポーランド
SUW 2000
ポーランド国鉄（PKP）は2000年に客貨車用の軌間変換装置「SUW 2000」を開発、実用化した。標準軌のポーランドと軌間1,520mmのウクライナ、リトアニアほか旧ソ連諸国への直通に使用される。軌間変換に30秒かかる。
ポーランド南部の大都市クラクフとウクライナの首都キエフの間を、ポーランド国鉄の子会社PKPインターシティーとウクライナ鉄道が、SUW 2000を使った軌間可変車両による夜行列車や貨物列車を直通運行している。ウクライナリヴィウ州の国境の駅であるMostiska II駅に軌間変換装置がある。
ポーランドの首都ワルシャワとリトアニアの首都ビリニュス間を、PKPインターシティーがSUW 2000を使った軌間可変車両により直通運転している。リトアニア西部の国境の駅であるMockava駅に軌間変換装置が設置されている。

### スイス
GoldenPass Express
1,435mmと1,000mm軌間の区間を有する観光路線のゴールデンパス・ラインへの導入が計画され、モントルー・オーベルラン・ベルノワ鉄道（MOB1,000mm軌間）とBLS（1,435mm）の境界となるツヴァイジンメン駅で軌間を変更し、モントルーからインターラーケン・オストまで直通する「GoldenPass Express」が2022年12月11日より運行開始した。

### ドイツ・ロシア間
DBカーゴ/クノールブレムゼ
ヨーロッパとロシアの間で使用するために2002年に開発開始。

### ドイツ
DBAG/Rafil
1995年よりドイツ鉄道とRafilが貨物輸送用にDBAG/Rafil TypeVを開発し、2006年年末には完了する見込みである。